# Parkhotel Gunten
Koordinaten: 46° 42′ 44,7″ N, 7° 42′ 18,7″ O; CH1903: 620382 / 173502
Das 3-Sterne-Superior-Parkhotel Gunten wurde 1910 in Sigriswil in der Schweiz erbaut. Es steht am Thunersee und ist von einem Park mit altem Baumbestand umgeben.

## Geschichte

### Gründung und frühe Jahre
Das vom Jugendstil inspirierte und im neobarocken Stil errichtete Parkhotel Gunten wurde von den Thuner Architekten Lanzrein & Meyerhofer entworfen und vom Thuner Getreidemühlenbesitzer Adolf Lanzrein auf der Guntenmatte errichtet. Die Eröffnung erfolgte 1915 unter der Leitung von Lanzreins Frau. Dank seiner einzigartigen Lage entwickelte sich das Parkhotel Gunten früh zu einem Rückzugsort für Erholungsuchende aus dem In- und Ausland. Die Zimmer verfügten über Verbindungstüren, sodass wohlhabende Gäste auch ihre Bediensteten unterbringen konnten. Zu den prominenten Gästen zählten unter anderem die amerikanische Milliardärin Barbara Hutton und Elsa von Gutmann, Fürstin von Liechtenstein.

### Krisenzeiten und Wechsel
Der Erste Weltkrieg führte jedoch zu einem drastischen Rückgang des internationalen Tourismus, und auch in den wirtschaftlich schwierigen Jahren danach blieben ausländische Gäste weitgehend aus, was grosse finanzielle Schwierigkeiten mit sich brachte. In der Folge übernahm die Berner Kantonalbank das Hotel im Jahr 1931. Während des Zweiten Weltkriegs wurde das Hotel vom Militär als Zeughaus genutzt, und im weitläufigen Park legte man einen Gemüsegarten an. Im Juli 1937 riss ein schweres Unwetter einen Teil des Parks mitsamt Pergola, Landungssteg und mehreren grossen Bäumen in den See. Gegen Ende des Zweiten Weltkriegs erwarb Ruedi Bachmann das Hotel von der Kantonalbank und leitete den Betrieb zusammen mit seiner Frau zwölf Jahre lang.

### Christliche Heimstätte
1958 erwarb die Genossenschaft für evangelische Ferien-, Alters- und Bildungsheime (GEFAB) das Hotel. In den folgenden Jahren wurde es als christliche Heimstätte geführt und entwickelte sich zu einem beliebten Ferienort für Gruppen und Individualgäste. Während der Wintermonate nutzte die Bibelschule Gunten/Emmetten das Haus als Ausbildungsstätte für angehende Pastoren und Missionare.

### Modernisierung und Gegenwart

Drohnenaufnahme mit dem Stockhorn

In den 1980er Jahren sowie 2008 wurden Renovationsarbeiten ausgeführt. 2016 übernahmen Chantal und Beat Bührer die operative Leitung. Während einer zweimonatigen Revisionspause wurde 2020 die Fassade des Hotels Gunten in Zusammenarbeit mit der Denkmalpflege des Kantons Bern und lokalen Handwerksbetrieben vollständig restauriert und erstrahlt seither wieder in den Originalfarben. Am 24. Mai 2025 fand im Parkhotel Gunten ein Führungswechsel statt: Bruno Carizzoni übernahm die Direktion von Beat Bührer, der seit 2016 im Amt war und ins Zentrum Artos in Interlaken wechselte.

## Direktoren

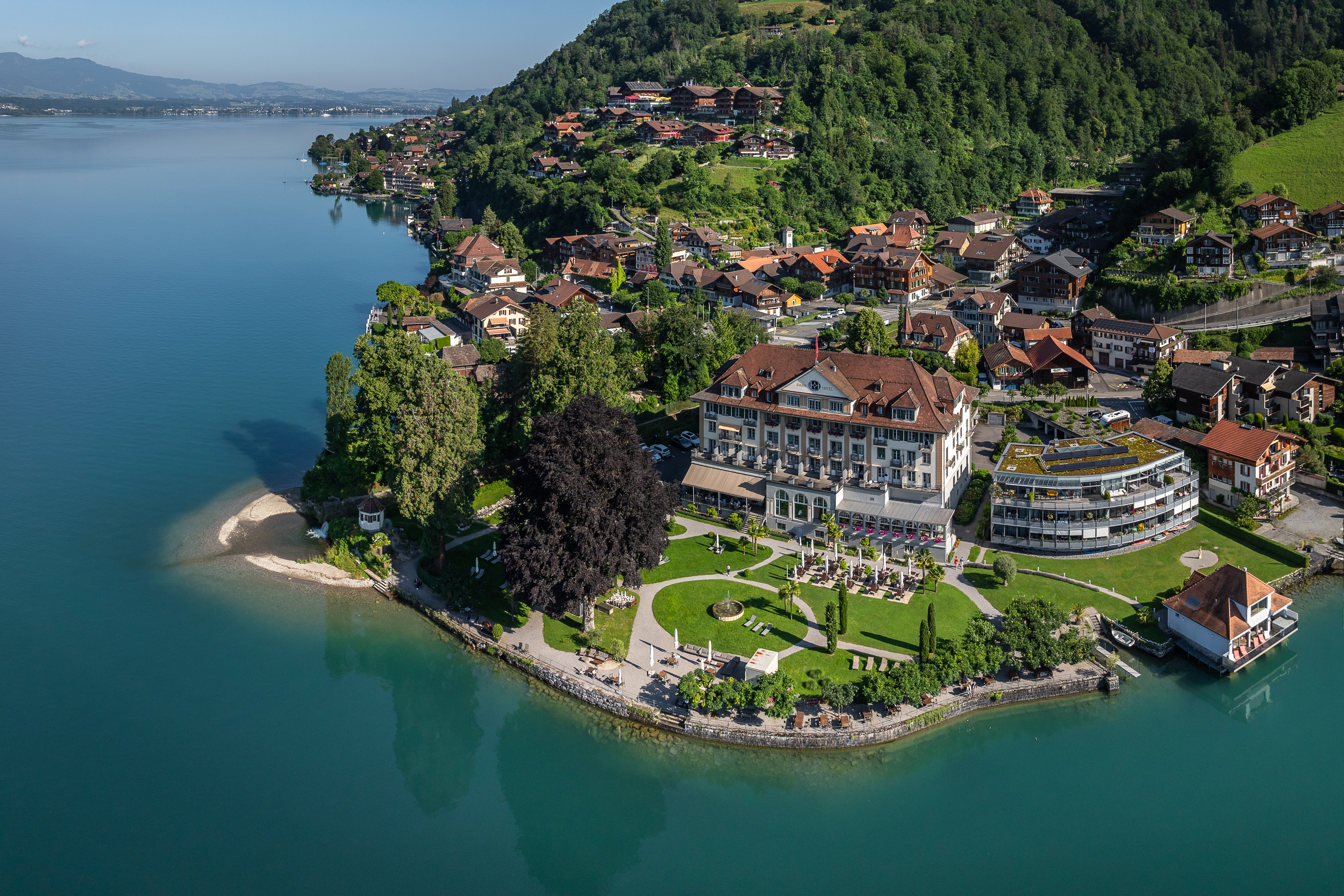
Drohnenaufnahme

| 1915 – 1930  | Ehepaar Lanzrein               |
| 1931 – 1945  | Hotel geschlossen              |
| 1946 – 1957  | Ehepaar Bachmann               |
| 1958 – 1979  | Jda und Werner Scherrer        |
| 1979 – 1986  | Ehepaar Pinösch                |
| 1986 – 1998  | Trudi und Günter Hohenberger   |
| 1998 – 2016  | Anne-Lise und Philemon Zwygart |
| 2016 – 2025  | Chantal und Beat Bührer        |
| 2025 – heute | Bruno Carizzoni                |

## Auszeichnung
Im Herbst 2015 wurde das Parkhotel mit dem Titel 3-Sterne-Superior von HotellerieSuisse ausgezeichnet.

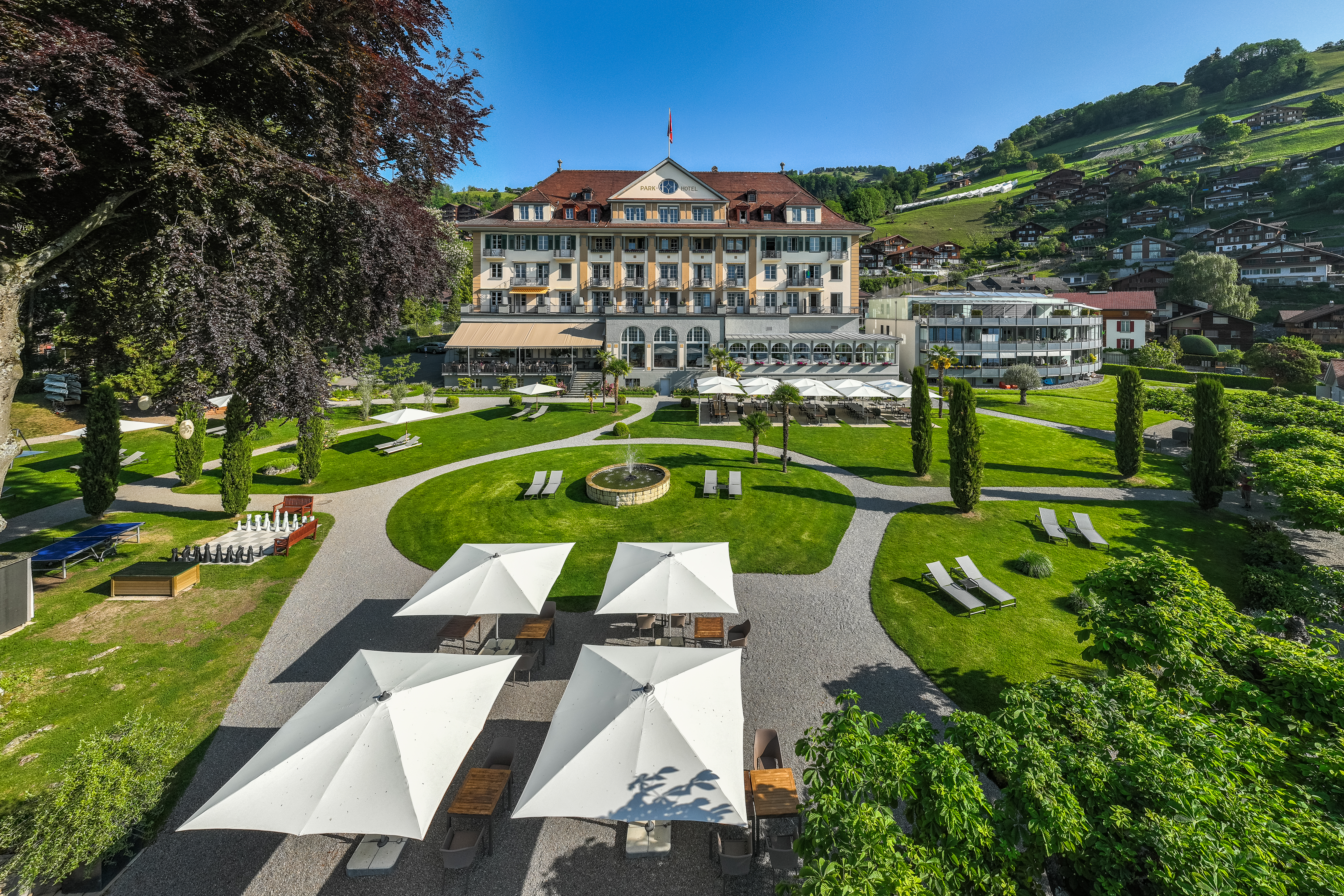
Hotelpark